# Henryk Bogdański

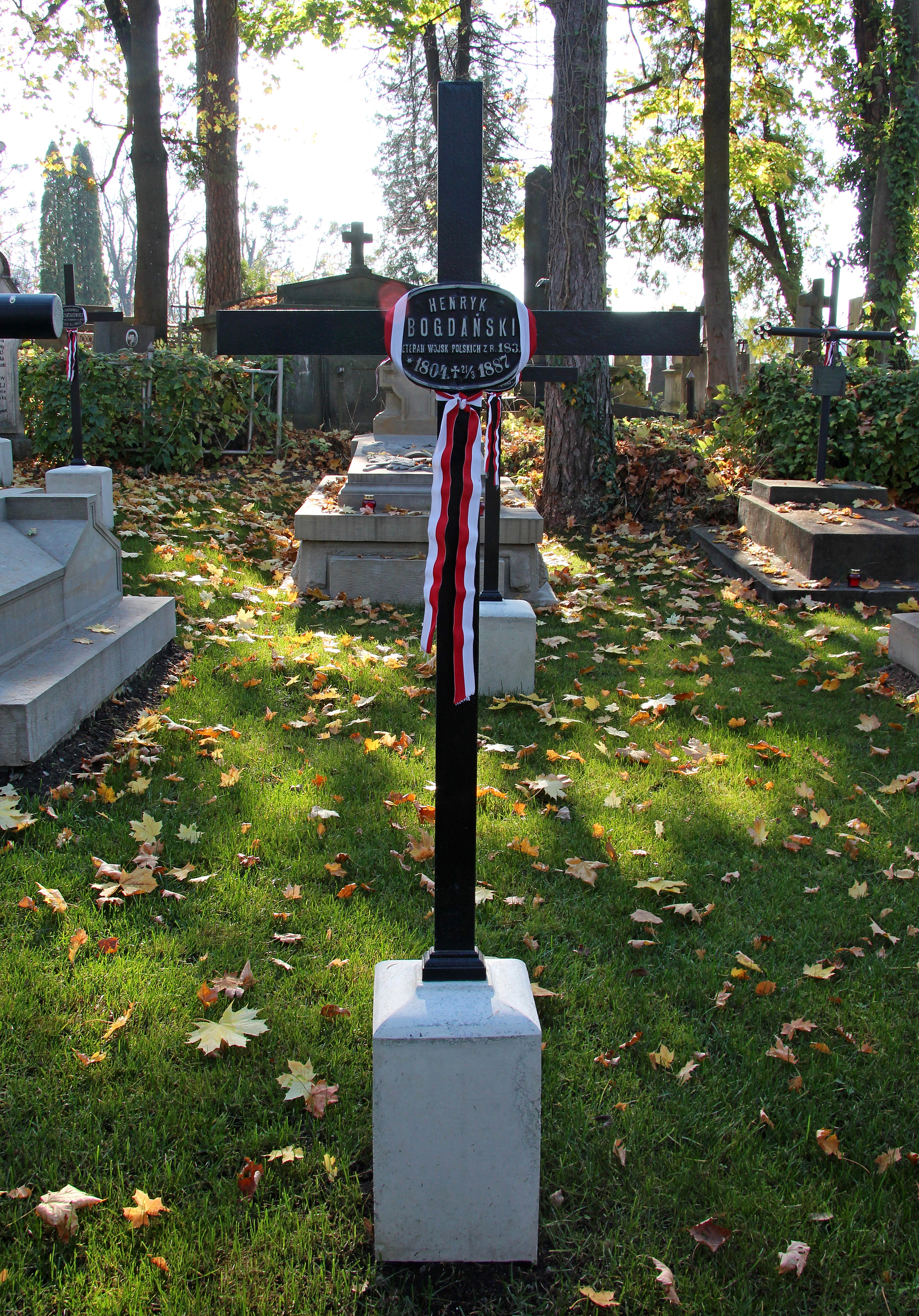
Grób Henryka Bogdańskiego

Henryk Bogdański (ur. 21 marca 1804 w Niżankowicach, zm. 22 marca 1887 we Lwowie) – prawnik, działacz patriotyczny, spiskowiec galicyjski.
Jego ojciec był dzierżawcą dóbr. Ukończył szkołę normalną i gimnazjum w Przemyślu, tutaj także odbył dwa lata studiów filozoficznych (w studium filozoficznym istniejącym od 1820), trzeci rok filozofii wymagany dla kandydatów na prawo i medycynę ukończył w 1823 na Uniwersytecie Lwowskim. Tutaj rozpoczął również studia prawnicze, jednak po roku przeniósł się Uniwersytet Wiedeński. Rozpoczął tam działalność konspiracyjną, i dostał się pod obserwację policji, co zamknęło mu drogę kariery urzędniczej. W lecie 1826 wraz z Franciszkiem Zabłockim wyruszył do Grecji, aby uczestniczyć w wojnie o niepodległość Grecji. Dotarli do Triestu, ale z powodu braku środków zawrócili do Pesztu, gdzie rozpoczęli studia medyczne. Za namową ojca 19 marca 1827 powrócił do kolejnego majątku ojca w Kupiatyczach, a we wrześniu 1827 podjął na nowo studia prawnicze na Uniwersytecie Lwowskim, ukończone w 1829. Następnie rozpoczął praktykę w sądzie karnym w Samborze. Po wybuchu powstania listopadowego porzucił praktykę sądowniczą i wstąpił do wojska polskiego w Królestwie Polskim (legia litewsko-ruska piesza). Po upadku powstania rozpoczął działalność spiskową w Galicji. Początkowo wykorzystywany był do przewożenia przesyłek, które miały związek z przygotowaniami do wyprawy Józefa Zaliwskiego. W 1834 został członkiem Związku Bezimiennego, skąd przeszedł do Związku Przyjaciół Ludu.
Po złożeniu sądowego egzaminu apelacyjnego wyjechał do rodziców mieszkających w Radymnie. Utworzył tam sekcję węglarskiej organizacji spiskowej. Jednak już jesienią 1834 wrócił do Lwowa, gdzie został przedstawiony Hugonowi Wiśniowskiemu. Po działalności w węglarstwie uczestniczył w pracach Stowarzyszenia Ludu Polskiego. 1 września 1837 wziął udział w założycielskim zebraniu Młodej Sarmacji, był jednym z siedmiu spiskowców powołanych dla ułożenia ustaw tej organizacji. W 1838 z Młodej Sarmacji utworzyło się Sprzysiężenie Demokratów Polskich, do którego także dołączył.
Również w 1838 zawarł związek małżeński z Emilią Sobolewską, uczestniczką konspiracyjnej pracy kobiet. W 1840, po powrocie Floriana Ziemiałkowskiego z Wiednia, oddano jemu i Bogdańskiemu kierownictwo Komitetu Akademickiego, gdzie wśród młodzieży studenckiej propagowano myśl rewolucyjną i organizowano studentów w niższe związki konspiracyjne.
W 1841, w czasie masowych aresztowań, aresztowano również Bogdańskiego. Zamknięto go w więzieniu karmelickim we Lwowie. Po kilkuletnim śledztwie został oskarżony o zdradę stanu i skazany na śmierć i utratę szlachectwa. Karę śmierci zamieniono Bogdańskiemu na osiem lat twierdzy w Spielbergu. Z więzienia uwolniła go amnestia ogłoszona w czasie Wiosny Ludów, po której wrócił do Lwowa i od razu zaciągnął się do Gwardii Narodowej.
W 1863 działał czynnie w komitecie lwowskim na rzecz pomocy powstaniu styczniowemu, w którym zginął jego syn – porucznik Antoni Bogdański. Pod koniec życia Bogdański napisał „Pamiętnik”.

## Literatura
- Ryszard Sadaj: Kto był kim w Galicji i Lodomerii, czyli, Najkrótsza historia tej krainy. Kraków: Wyd. Miniatura, 1993. ISBN 83-7081-089-6. Brak numerów stron w książce
- Henryk Bogdański – „Pamiętnik 1832-1848”, Wydawnictwo Literackie, Kraków 1971